# Condado de Titus
O Condado de Titus é um dos 254 condados do estado americano do Texas. A sede do condado é Mount Pleasant, e sua maior cidade é Mount Pleasant.
O condado possui uma área de 1 103 km² (dos quais 39 km² estão cobertos por água), uma população de 28 118 habitantes, e uma densidade populacional de 26 hab/km² (segundo o censo nacional de 2000).
O condado foi fundado em 1846.